# Frare estriat
El frare estriat (Melitograis gilolensis) és un ocell de la família dels melifàgids (Meliphagidae) i única espècie del gènere Melitograis Sundevall, 1872.

## Hàbitat i distribució
Habita boscos de les Moluques Septentrionals a Morotai, Halmahera i les illes Bacan.